# Dimerodontium kenyae
Dimerodontium kenyae är en bladmossart som beskrevs av Tosco och Piovano 1956. Dimerodontium kenyae ingår i släktet Dimerodontium och familjen Fabroniaceae. Inga underarter finns listade i Catalogue of Life.